# Puerta Reforma

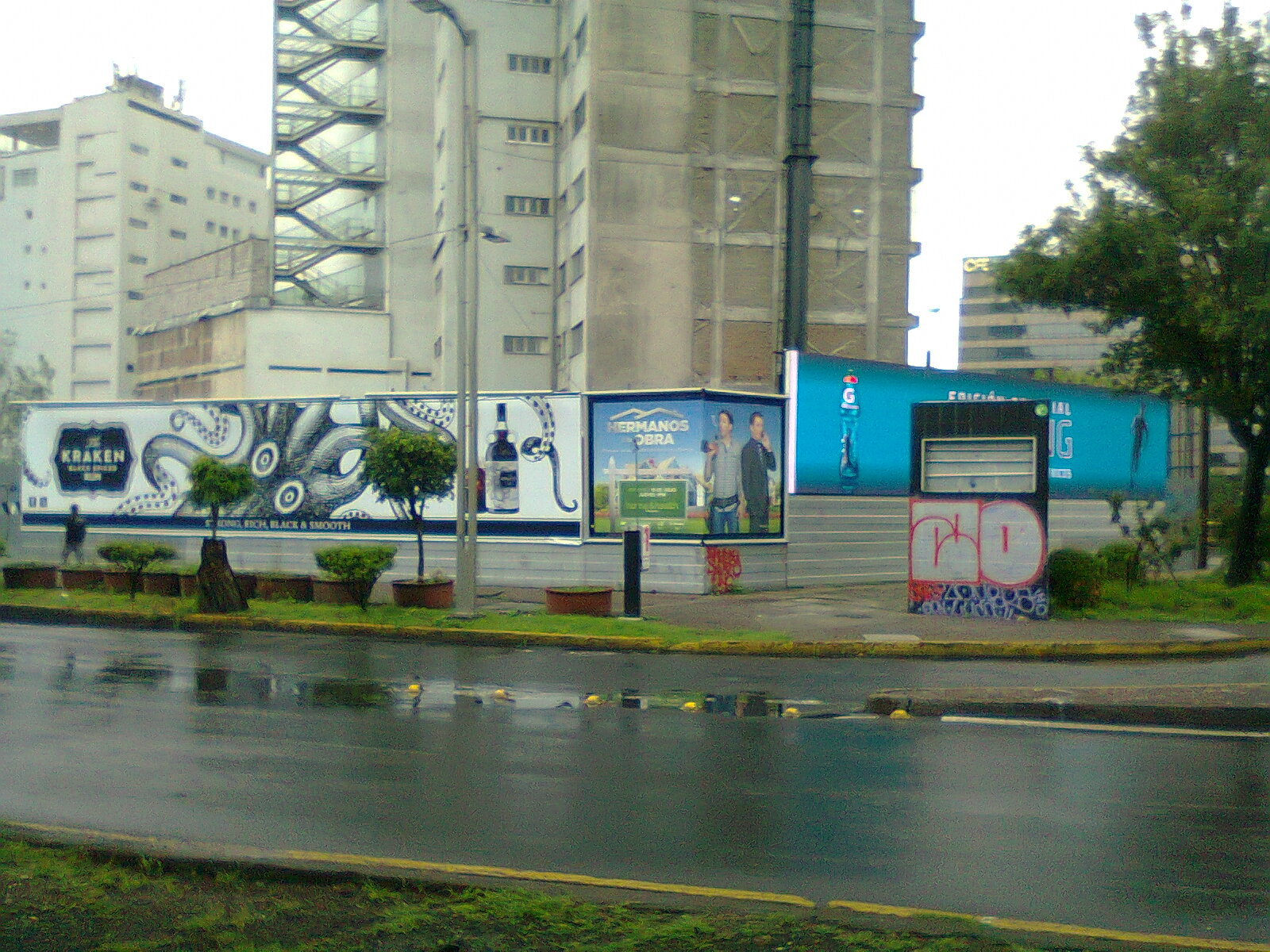
Zona de construcción de Puerta Reforma.

Torre Puerta Reforma es un proyecto de rascacielos ubicado en Avenida Mariano Escobedo y Melchor Ocampo, Colonia Nueva Anzures, alcaldía Miguel Hidalgo en la Ciudad de México. Tendrá 18 elevadores (ascensores) de alta velocidad que se moverán a 6.6 metros por segundo. Pretende convertirse en el rascacielos más alto y moderno de la Ciudad de México. Contará con una altura de más de 305 metros. 
El diseño corre a cargo de Fernando Romero, y el  predio en el que se levantará esta torre es propiedad de Carlos Slim. Desde el año 2008 se ha venido planeando una torre que sea icónica para el paisaje de la  Ciudad de México. Es por ello que esta torre ha pasado por varios diseños y se había venido incrementando su altura. Cabe mencionar que su importancia también radica en que Torre Puerta Reforma sería la conexión entre Paseo de la Reforma y Polanco. Sólo se demolió un edificio, terreno que ocupará la nueva torre, y en febrero del año 2017 se desocupó el estacionamiento que operaba en este predio.
El proyecto se había encontrado detenido debido a diversos conflictos entre la desarrolladora, los vecinos y el gobierno de la Ciudad de México, aunque, a principios del 2021 se presentó  nuevamente el proyecto con una reducción de altura de 335 metros a 305 metros y con la integración del Hotel Waldorf Astoria además de oficinas corporativas de primer nivel. Aunque cabe destacar que aún no se encuentra en construcción ni el gobierno de la ciudad ha realizado ningún anuncio sobre el rascacielos.

## Diseño
Durante la etapa de diseño se han presentado diferentes diseños conceptuales. Sin embargo, para finales de enero del 2018 el diseño final será una torre cilíndrica con una volumetría un tanto invasiva. Cabe aclarar que, en espera de una presentación final, el diseño aun puede cambiar.

## Detalles importantes

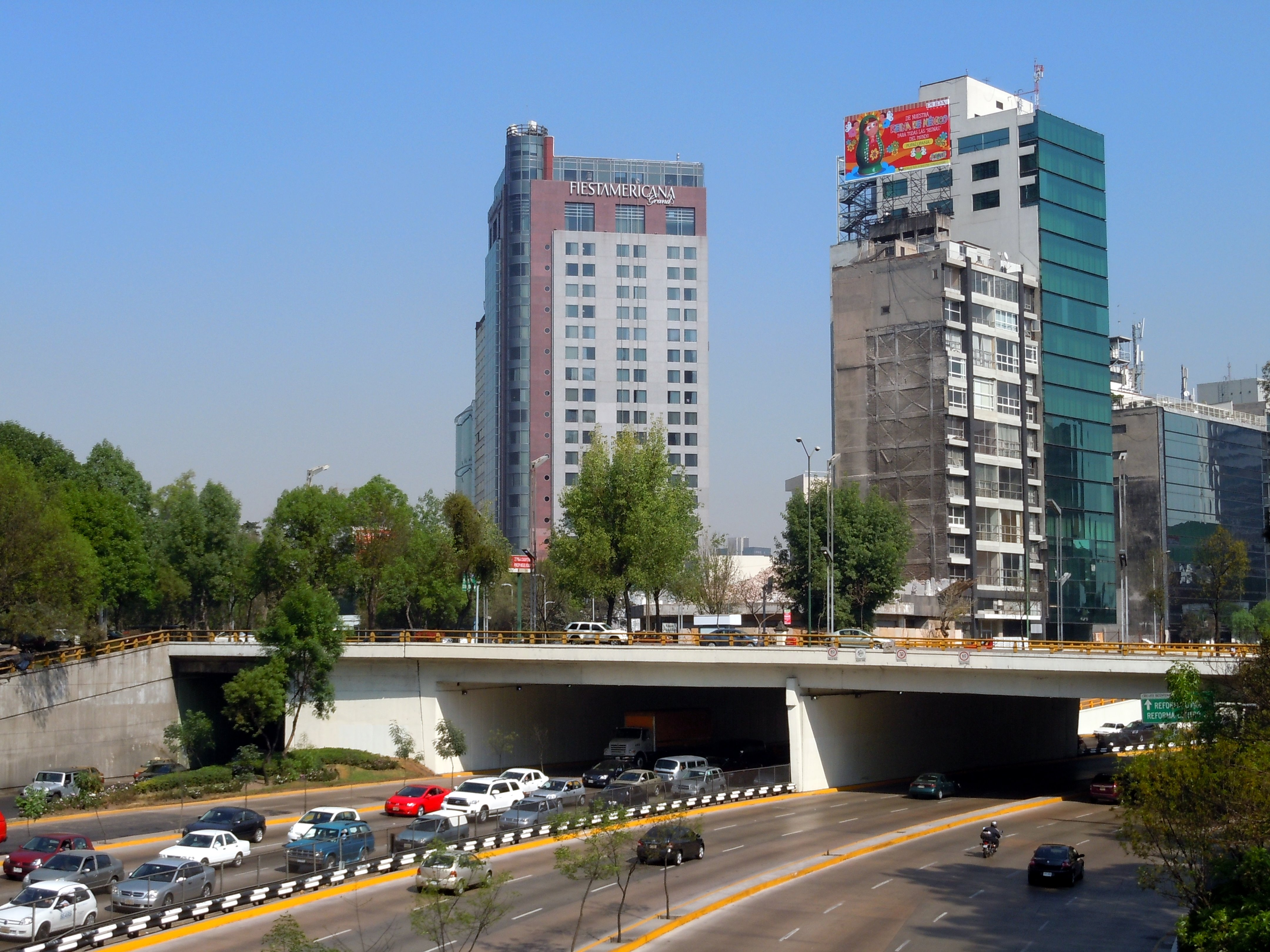
Esquina Cto. Interior Melchor Ocampo y General Mariano Escobedo. Ubicación del Rascacielos.

- El edificio podrá soportar un sismo de 8.5 en la escala de Richter.[3]
- El edificio estará equipado con las más altas normas de seguridad sísmica. Contará con 30 amortiguadores sísmicos y con 35 pilotes de acero y concreto que penetrarán a una profundidad de 40 metros.

## Datos clave
- Altura: +300 metros.
- Sobre un predio de 5600 m².
- Área Total: aproximadamente 120 000 m².
- Pisos: +60 pisos a partir del nivel de la calle, y niveles subterráneos.
- Estatus: Proyecto.

La SEDUVI autorizó la construcción, con 75 pisos, aunque con la reducción de altura que se realizó en los tiempos recientes es posible que el total de plantas sea menor. 

## Obra
A noviembre del 2018 se  ha terminado con la demolición del edificio del IMSS, que se encuentra dentro del polígono en cuestión. 